# Шебуєв Василь Кузьмович

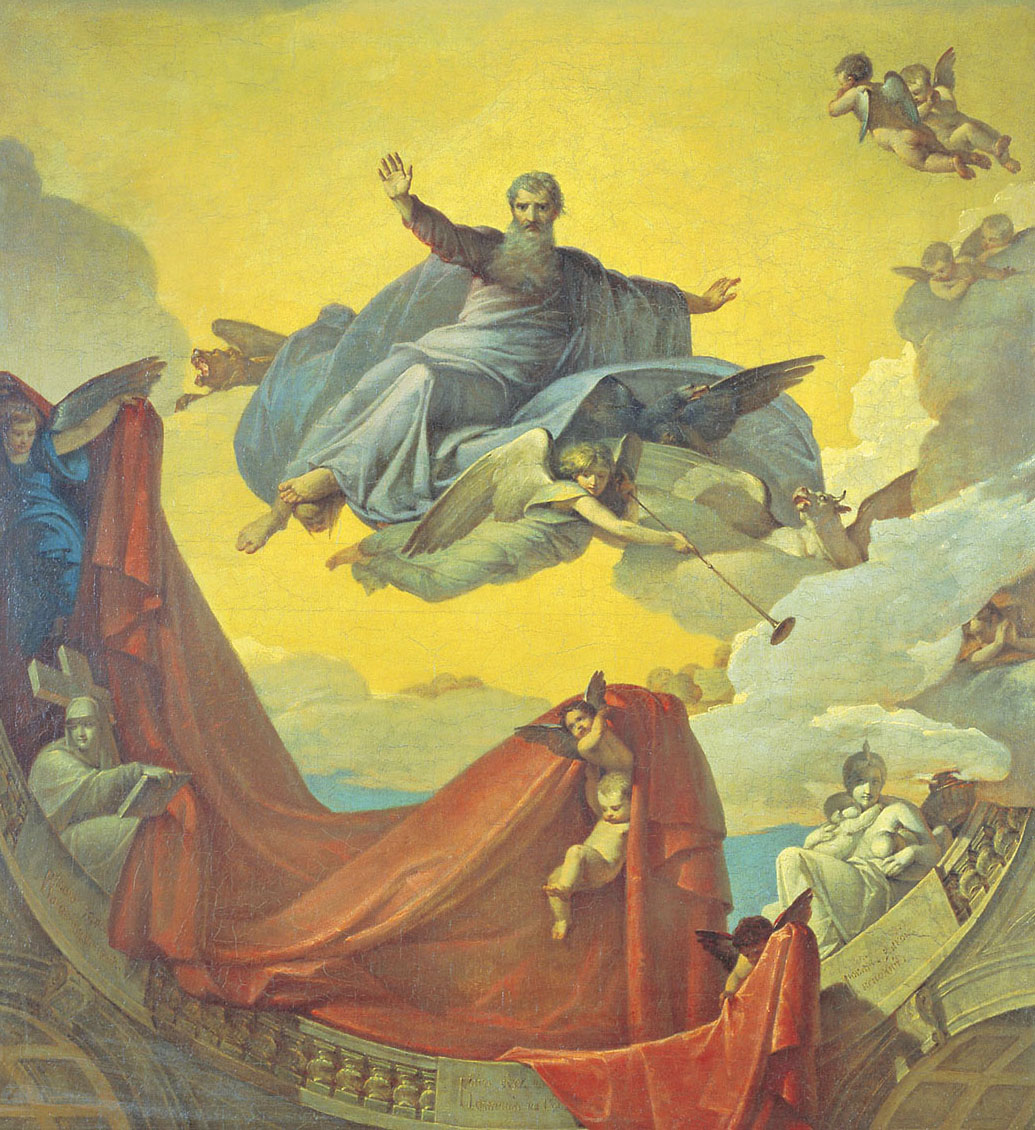
Василь Шебуєв. Видіння пророка Єзекіїля. Закінчений ескіз плафона для церкви святої Катерини при Академії мистецтв. 1836 р.

Васи́ль Ку́зьмович Шебу́єв (рос. Василий Козьмич Шебуев; 13 квітня 1777, Кронштадт — 28 червня 1855, Санкт-Петербург) — російський живописець, дійсний статський радник, академік, заслужений ректор Петербурзької академії мистецтв (1832), один із провідних майстрів пізнього класицизму та академізму.

## Біографічні дані
Василь Шебуєв народився в сім'ї дворянина, що служив вахтером у кронштадтських магазинах Адміралтейств-колегії. Виявивши ранні художні здібності Василя, батьки у вересні 1782 року віддали його на навчання до петербурзької Академії мистецтв. Там він здобув чудову школу академічного малюнка та живопису. Вже в 1787 році Шебуєв виходить у число перших учнів. Наставниками його були Іван Акімов та Григорій Угрюмов. У 1794-му Шебуєва нагородили другою срібною медаллю за малюнок з натури, а за три роки  — золотою медаллю за картину «Смерть Іполита».
У 1797-му Шебуєв закінчив навчання, дістав атестат першого ступеня, малу золоту медаль та звання художника XIV класу і, як один із найздібніших з випуску, залишився при Академії пенсіонером та помічником викладача в натурному класі. Наступного року Шебуєву доручили викладати малювання на молодших курсах академічного училища, а в 1803-му скерували вдосконалювати майстерність у Римі. Там художник вправлявся, копіюючи оригінали та малюючи в анатомічних театрах.
В 1806-му його відкликали до Росії провадити роботи в галузі живописного та скульптурного оздоблення споруджуваного в Петербурзі Казанського собору. За ідеєю, цей собор мав стати пантеоном слави, пам'ятником російським воїнам і водночас «храмом слави російських художників». Шебуєв виконав там ряд композицій, зокрема зображення трьох святителів — Василія Великого, Григорія Богослова та Івана Золотоустого.
Все життя Шебуєва пов'язане з викладацькою діяльністю в Академії мистецтв. Починав він у званні академіка (1807) у класі історичного живопису, а закінчив — ректором живопису та ліплення (з 1832 року).
За картину величезного розміру «Петро Великий в битві при Полтаві» рада Академії дала Шебуєву звання ад'юнкт-професора історичного живопису та довірила викладання в своїх класах. 1812 року він став головним викладачем малювання у виховних закладах відомства імператриці Марії та дістав звання професора. 1821 року Шебуєв обійняв посаду директора Імператорської шпалерної мануфактури, у 1823-му здобув титул придворного живописця — за виконання обширного плафона в церкві царскосільського палацу. З 1832 року він ректор академії, а згодом, з 1842-го — заслужений ректор живопису та ліплення. 1836 року він виконав ескізи купола та іконостасу для Катерининської церкви в будівлі Академії мистецтв, працював над оформленням Троїце-Ізмайловського собору в Петербурзі (1837) і, нарешті, 1844 року йому доручено наглядати за виконанням живописних робіт для Ісаакіївського собору.
Шебуев багато працював над підготовкою навчальних посібників з анатомії («Антропометрія», 1830–1831) для учнів Академії мистецтв, створив ескіз розпису купола конференц-залу Академії мистецтв («Урочистість на Олімпі», 1832).
Василь Шебуєв виконував переважно твори на історичні та релігійні теми. Майстерністю академічного малюнку, вмілим компонуванням багатофігурних сцен, цікавістю до національної історії позначені «Подвиг новгородського купця Іголкіна в Північній війні зі шведами» (1839, знаходиться в Російському музеї), плафон у залі засідань ради (в петербурзькій Академії мистецтв (1833), образи «Воскресіння Лазаря», «Воскресіння сина наїнської вдови», «Спаситель у домі Лазаря» та «Христос, що благословляє дітей» в Ісаакієвському соборі; образи «Свята Катерина», «Святий князь Олександр Невський» і «Таємна Вечеря» в іконостасі церкви Академії мистецтв. У деяких творах він був близький до романтичних та реалістичних тенденцій («Ворожіння», «Автопортрет», 1805, Третьяковська галерея).
Реалістичними віяннями позначені його пізні портретні роботи «Портрет відставного експедитора І. В. Швикіна» (1833, Російський музей), «Портрет невідомої в брунатній сукні» (1837), «Портрет дружини» (середина 1840-х).
Був обраний почесним членом Московського товариства мистецтв.
Спочатку як викладач, а з часом і як керівник викладання живопису, в академії він мав величезний вплив на розвиток багатьох російських художників, у тому числі Карла Брюллова, Олександра Іванова, Федора Бруні, Петра Басіна.
Похований на Смоленському православному кладовищі в Петербурзі.

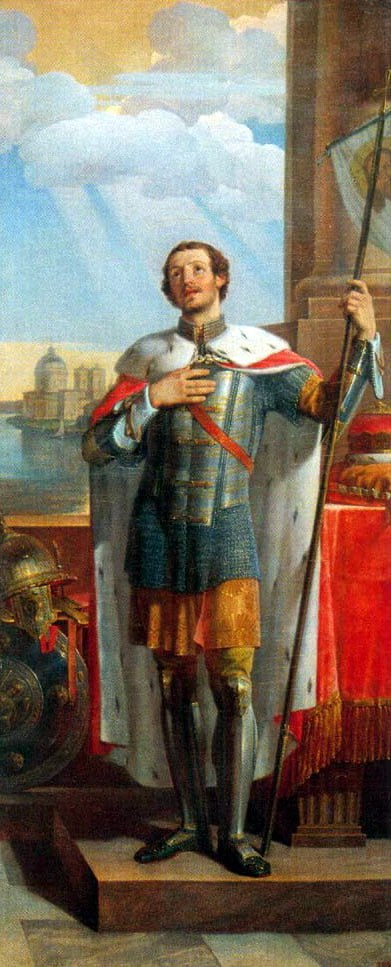
Олександр Невський. Робота Василя Шебуєва, 1836.